# Nyoma
Nyoma Rap o Nyama (també pronunciat Neoma) és un poble en el Districte Leh, Jammu i Caixmir al nord de l'Índia. Hi ha un camp d'aterratge avançat de les Forces Aèries índies, que es proposà per ser reactivat. Un AN 32 aterrà en aquest camp d'aviació, després que fou obert el 18 de setembre del 2009. Pobles propers són Mahe I Rupshu, el poble para en la carretera Leh - Loma - Hanle. Es troba en la ribera del riu Indus.